# Čáp
Čáp är ett berg i Tjeckien.   Det ligger i regionen Hradec Králové, i den nordöstra delen av landet, 130 km öster om huvudstaden Prag. Toppen på Čáp är 758 meter över havet.
Terrängen runt Čáp är kuperad åt sydväst, men åt nordost är den platt. Runt Čáp är det ganska glesbefolkat, med 32 invånare per kvadratkilometer. Närmaste större samhälle är Trutnov, 15,0 km väster om Čáp. I omgivningarna runt Čáp växer i huvudsak barrskog.